# Der Wert des Menschen
Der Wert des Menschen (Originaltitel La loi du marché) ist ein Film des französischen Regisseurs Stéphane Brizé, der am 18. Mai 2015 im Rahmen der Filmfestspiele von Cannes seine Premiere feierte und einen Tag später in die französischen Kinos kam. Ab 17. März 2016 war der Film in den deutschen Kinos zu sehen. 

## Handlung
Der gelernte Maschinist Thierry Taugourdeau verliert seine Anstellung als Facharbeiter und wird mit über 50 Jahren arbeitslos. Zwar ist er zu alt, um noch an eine große Karriere zu glauben, aber Thierry ist auch zu weit von der Rente entfernt, um nichts zu tun, und das Geld wird allmählich knapp. So muss Thierry zum Arbeitsamt gehen, eine Umschulung besuchen und nach einem Training, bei dem sein Auftreten geschult wird, mehrere Bewerbungsgespräche, die teilweise über Skype geführt werden, über sich ergehen lassen. Thierry erkennt, dass Arbeitslosigkeit bedeutet, Belehrungen zu erhalten, als Bittsteller auftreten zu müssen und auf andere angewiesen zu sein. Zudem findet er sich ständig in asymmetrischen Kommunikationssituationen wieder, in denen er sich selbst  präsentieren und freundlich sein muss, während seine Gegenüber stottern und ungeordnet reden dürfen. Thierry erklärt einem Mitarbeiter des Arbeitsamtes, wie unsinnig er die Umschulungsmaßnahme empfindet. 
Auch als er versucht, bei einer Bank einen Kredit zu erhalten, macht Thierry die gleichen Erfahrungen. Man empfiehlt ihm, seine Eigentumswohnung zu verkaufen, was er aber nicht will. Die Beraterin lehnt seinen Antrag ab und schlägt ihm stattdessen eine Lebensversicherung vor, damit wenigstens seine Lieben abgesichert sind. Thierry muss einen Tiefschlag nach dem anderen hinnehmen, versucht aber dennoch, seine Würde zu behalten. Zur Erholung belegt Thierry mit seiner Frau einen Tanzkurs, aber auch dort wird er vom Tanzlehrer bevormundet. Irgendwann findet Thierry eine Anstellung als Sicherheitsmann in einem großen Supermarkt. Dort arbeitet er als Detektiv und würde gerne einfach nur seinen Job machen. Als er einen Kunden durch Videoaufzeichnungen des Ladendiebstahls überführt, ist Thierry selbst zu einem Menschen in einer Machtposition und auch Teil des Überwachungsapparates geworden, den er zuvor noch kritisiert hatte. In seinem neuen Job regiert Überwachung und Misstrauen, denn jeder könnte ein Dieb sein. So muss er gegen eine langjährige Verkäuferin ermitteln, die Rabattmarken an sich genommen, und einen alten Mann verfolgen, der Fleisch gestohlen hat, weil er sich keines mehr leisten konnte. Eine Situation, die Thierry bekannt vorkommt. Thierry gerät nach den ernüchternden Erfahrungen bei der Arbeitssuche in seinem Job erneut in ein moralisches Dilemma und stellt sich die Frage, ob er imstande ist, den Gesetzen dieser Arbeitswelt zu gehorchen und zweifelt, ob er die ihm unmenschlich erscheinenden Mechanismen der Marktwirtschaft wirklich umsetzen kann und will.

## Produktion

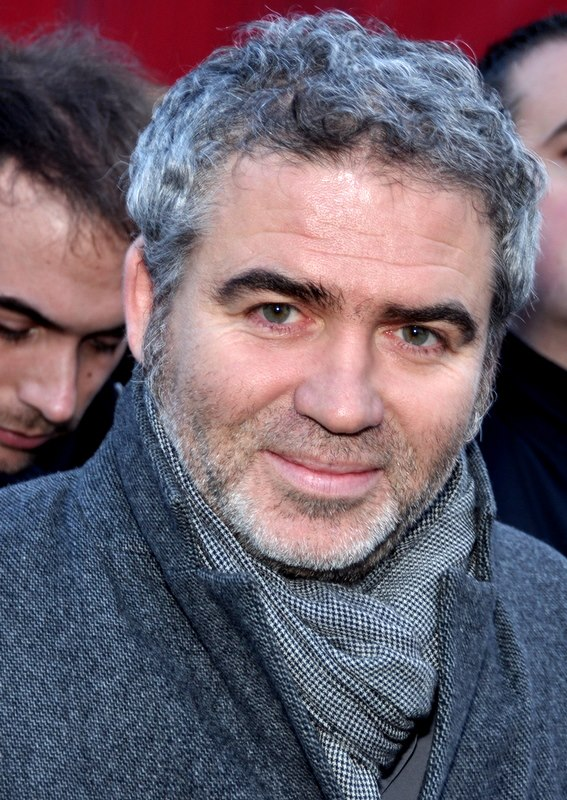
Stéphane Brizé (2013)

### Stab und Besetzung
Die Regie übernahm Stéphane Brizé, der auch gemeinsam mit Olivier Gorce das Drehbuch schrieb.
Thierry, die Hauptfigur, wird von Vincent Lindon gespielt. Die Rolle seiner Frau übernahm Karine de Mirbeck, die seines Sohnes Matthieu Schaller. Andere Figuren, die im Film überwiegend keine Namen tragen, werden fast ausschließlich von Laien gespielt, die das, was sie im Film darstellen, auch im wahren Leben sind. So arbeitete der zusehende Arbeitsamtsangestellte wirklich im Arbeitsamt, der Supermarktleiter war ein Supermarktleiter und die Kassiererin auch im wahren Leben eine Kassiererin.

### Dreharbeiten
Die Dreharbeiten hatten in Auberville und in Boussy-Saint-Antoine stattgefunden. Eine unruhig geführte Handkamera und improvisierte Dialoge sollten den Eindruck einer Dokumentation erwecken. Viele Szenen im Film wurden in Halbtotalen aufgenommen, einige Szenen wurden in Großaufnahmen gefilmt. Bis auf wenige Szenen spielt der Film in geschlossenen Räumen.

### Veröffentlichung
Der Film feierte am 18. Mai 2015 im Rahmen der Filmfestspiele von Cannes seine Premiere und kam einen Tag später in die französischen Kinos. Ab 17. März 2016 war der Film in den deutschen Kinos zu sehen.

## Rezeption

### Kritiken
Der Film konnte 92 Prozent der 63 Kritiker bei Rotten Tomatoes überzeugen. Im Konsens heißt es dort: With The Measure of a Man, director/co-writer Stéphane Brizé uses one man's heartrending story as a beautifully acted microcosm for life in the 21st-century global economy.
Andreas Kilb von der Frankfurter Allgemeinen Zeitung meint: Es gibt ein Kino der Illusionen, und es gibt ein Kino der Realität, und beide, die Traumspiele und die Alltagsbilder, gehören zum Reichtum des Mediums. Aber wenn man sich fragt, worin sich seine eigene Würde erweist und sein historischer Sinn, dann sind es nicht die technischen Feuerwerke, sondern die Spiegelungen der wirklichen Welt. Also nicht 'Krieg der Sterne'. Sondern 'Der Wert des Menschen'. Für uns.
Matthias Dell vom SPIEGEL meint, Brizés pseudodokumentarischer Film zeige, wie viel Demütigung eine Arbeitssuche mit sich bringen kann, und Lindon trage in seinem genauen Spiel als Thierry Taugourdeau die von ihm permanent geforderte Unterwürfigkeit wie den schlecht sitzenden Anzug des Sicherheitsmannes, zu dem er später im Film wird.
Auch Alexandra Seitz von epd Film hebt das nuancierte Spiel des Hauptdarstellers hervor: Lindon stellt die passive Wahrnehmung Thierrys ins Zentrum seiner Charakterisierung, er verlässt sich auf die Ausdruckskraft seiner Augen und gestaltet mit minimalen Mitteln das komplexe Porträt eines einst tatkräftigen Mannes, der in die Enge getrieben wird, sich zunehmend seiner Stärke beraubt sieht und schließlich am Rande der Verzweiflung um Würde und Selbstbestimmung ringt.

### Einspielergebnis
In Deutschland konnte der Film in seiner Startwoche  Platz 10 der deutschen Kinocharts erreichen.

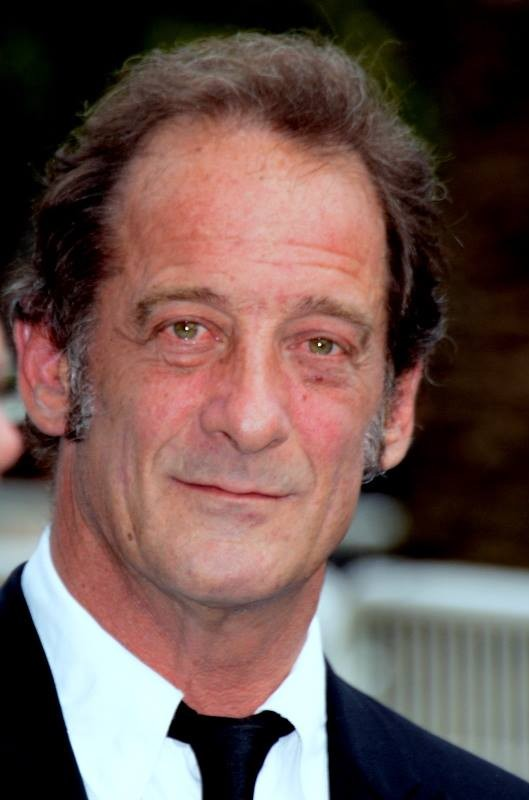
Vincent Lindon bei den Filmfestspielen von Cannes 2015

### Auszeichnungen (Auswahl)
Filmfestspiele von Cannes 2015
- Auszeichnung als Bester Schauspieler (Vincent Lindon)
- Auszeichnung mit dem Jury-Preis (Stéphane Brizé , besondere Erwähnung)
- Nominierung für die Goldene Palme (Stéphane Brizé)

Chlotrudis Awards 2017
- Nominierung als Bester Schauspieler (Vincent Lindon)

César 2016
- Auszeichnung als Bester Schauspieler (Vincent Lindon)
- Nominierung als Bester Regisseur (Stéphane Brizé)
- Nominierung als Bester Film

Europäischer Filmpreis 2015
- Nominierung als Bester Darsteller (Vincent Lindon)

International Film Festival of India 2015
- Auszeichnung als Bester Schauspieler mit dem Silbernen Pfau (Vincent Lindon)
- Nominierung als Bester Film für den Goldenen Pfau (Stéphane Brizé)[9]

Prix Lumières 2016
- Auszeichnung als Bester Darsteller (Vincent Lindon)[10]